# 1. divisjon 1957/58
Die Saison 1957/58 war die 19. Spielzeit der 1. divisjon, der höchsten norwegischen Eishockeyspielklasse. Meister wurde zum insgesamt sechsten Mal in der Vereinsgeschichte Gamlebyen.

## Modus
In der Hauptrunde absolvierte jede der acht Mannschaften insgesamt 14 Spiele. Der Erstplatzierte der Hauptrunde wurde Meister. Für einen Sieg erhielt jede Mannschaft zwei Punkte, bei einem Unentschieden gab es einen Punkt und bei einer Niederlage null Punkte.

## Hauptrunde
Tabelle
|    | Klub                       | Sp | S  | U | N  | Tore  | Punkte |
| -- | -------------------------- | -- | -- | - | -- | ----- | ------ |
| 1. | Gamlebyen                  | 14 | 13 | 0 | 1  | 89:19 | 26     |
| 2. | Vålerenga Ishockey         | 14 | 10 | 1 | 3  | 70:37 | 21     |
| 3. | Tigrene                    | 14 | 10 | 1 | 3  | 61:35 | 21     |
| 4. | Sinsen                     | 14 | 7  | 1 | 6  | 39:42 | 15     |
| 5. | Allianseidrettslaget Skeid | 14 | 6  | 1 | 7  | 48:50 | 13     |
| 6. | Løren                      | 14 | 5  | 0 | 9  | 37:67 | 10     |
| 7. | Høvik                      | 14 | 3  | 0 | 11 | 35:85 | 6      |
| 8. | Sagene                     | 14 | 0  | 0 | 14 | 9:53  | 0      |

Sp = Spiele, S = Siege, U = unentschieden, N = Niederlagen, OTS = Overtime-Siege, OTN = Overtime-Niederlage, SOS = Penalty-Siege, SON = Penalty-Niederlage